# Connected Limited Device Configuration
CLDC (Connected Limited Device Configuration) definiert die kleinstmögliche Konfiguration einer J2ME-Laufzeitumgebung. Zu den größten Einschränkungen in Version 1.0 zählt der Verzicht auf Gleitkommaberechnungen. Das betrifft sowohl Variablen, die als float, double, als auch als java.lang.Float und java.lang.Double deklariert sind. Weiterentwicklungen der CLDC in Version 1.1 führten unter anderem zu einer Wiedereinführung der Gleitkommaunterstützung. Insbesondere Spielentwickler sind gelegentlich auf Gleitkommaberechnungen angewiesen – wenngleich aus Performance-Erwägungen in vielen Fällen doch eher Festkommazahlen bevorzugt werden.
Die minimalen Voraussetzungen für die CLDC-1.1-Umgebung an die Hardware sind laut Spezifikation folgende:
- 160 KB nichtflüchtiger Speicher für die Java Virtual Machine (hier auf Grund der geringen Größe KVM – Kilobyte Virtual Machine genannt) und CLDC-Bibliothek
- 32 KB flüchtiger Speicher für die Ausführung der KVM (z. B. Java-Heap)